# Hubert Sagnières
Hubert Sagnières, né le 10 mai 1955 à Vienne (France), est un dirigeant d'entreprise de nationalité française et canadienne.
Hubert Sagnières est un passionné d’explorations et de grands voyages autour du monde. Il a réalisé plus de 25 expéditions polaires en arctique, à ski tirant son traîneau, ou assisté d’un équipage de chiens. En Océanie, ses aventures l’ont amené  partir à la rencontre des tribus de Bornéo, de Siberut, et de Sumatra.
En 2023, il publie un livre sur les explorateurs français entre 1714 et 1854: “Routes Nouvelles, Cotes Inconnues” 
Président-directeur général d’Essilor de 2012 à 2020,, il est connu pour avoir développé les activités sociétales d’Essilor dans le monde, puis être à l’origine de la fusion entre Essilor et Luxottica.

## Biographie

### Formation
Après des classes préparatoires au lycée Sainte-Geneviève de Versailles, Hubert Sagnières intègre l'École centrale de Lille dont il deviendra parrain de la promotion 2016. Il est également diplômé en sciences économiques et détenteur d'un MBA de l'Institut européen d'administration des affaires (INSEAD).

### Débuts professionnels
En 1980, Hubert Sagnières s’installe à Tahiti en Polynésie française. Il rejoint la SERD (Société d’études et de recyclage des déchets), qui deviendra Plastiserd SARL et en devient le directeur général. De 1986 à 1987, il est assistant-directeur général Europe à la société Valois à Paris. En 1988, Hubert Sagnières devient le directeur général d'Homespace.

### Essilor

Logo d'Essilor.

#### Carrière chez Essilor
Hubert Sagnières arrive chez Essilor International en 1989 en tant que directeur marketing dans la division Verres. En 1991, il quitte l’Europe pour rejoindre Montréal au Canada où il est nommé président d'Essilor Canada, puis président d'Essilor Laboratories of America en 1997, basé à Dallas, Texas. En 1998, il est nommé président d’Essilor of America. En 2006, il devient directeur exécutif des zones Amérique du Nord et Europe avant d'être nommé directeur général délégué en 2008, puis directeur général le 1er janvier 2010.
Le conseil d'administration annonce sa nomination en tant que PDG le 24 novembre 2011, effectif le 2 janvier 2012. Il succède ainsi à Xavier Fontanet.

#### À la tête d'Essilor: stratégie, performance et prises de position
À la tête d'Essilor, il élargit le champ d'activités du groupe, notamment dans les domaines du solaire, de la protection et prévention et de la vente en ligne, il accélère le développement du groupe en Asie, Amérique latine et Afrique, après avoir consolidé les positions d'Essilor aux États-Unis.
En 2013, il a été classé deuxième « patron le plus performant » du CAC 40 par le magazine Challenges.
En mars 2014, à la suite de l’annonce du gouvernement français sur le plafonnement du remboursement des lunettes, Hubert Sagnières a exprimé son inquiétude concernant les conséquences sur l'empreinte industrielle et la compétitivité d'Essilor en France ainsi que les risques d'entraver l'accès des Français aux équipements optiques.
Le 16 janvier 2017 avait été annoncée la fusion à venir d’Essilor, multinationale française et leader mondial des verres ophtalmiques et de l’entreprise Luxottica. L’entreprise italienne est aujourd’hui l’un des leaders mondiaux de fabrication de monture de lunettes et dispose aujourd’hui de marques comme Ray-ban ou Oakley et est un distributeur de Persol, Versace, Prada. L’objectif de la fusion est de créer un grand leader mondial européen  de plus de 20 milliards de chiffres d’affaires en alliant verres de lunettes, montures et distribution de détail.
Mr Hubert Sagnières, ex-PDG d’Essilor, a élabore cette stratégie avec son conseil d’administration et ses directeurs généraux, lors d’une réunion stratégique à Seattle en s’appuyant sur plusieurs etudes réalisées avec des cabinets de conseil. Le board  approuve  à l’unanimité la stratégie de rapprochement. Un comité de pilotage est alors créé avec notamment Olivier Pécoux, associé chez Rothschild. Les premières négociations n’aboutissent pas. En 2016, Mr Sagnières et son directeur général reprennent  les négociations  et mettent  le comité et Olivier Pecoux dans la confidence, ce dernier est banquier conseil de l’entreprise française mais aussi un proche d’Emmanuel Macron.
Luxottica est contrôle à 70 % par son fondateur Leonardo Del Vecchio. Essilor n’a aucun actionnaire de contrôle, le premier actionnaire est l’ensemble des salariés avec 15 % des droits de votes. Les entreprises ayant la même valorisation, Leonardo Del Vecchio contrôlant plus de 35 % du capital, notamment avec sa famille et son ami Giorgio Armani, après la réalisation du merge, prend la tête du nouveau groupe.
L’opération présentée aux actionnaires et aux salariés est approuvé à plus de 95 % lors des assemblées générales de 2018. Le groupe EssilorLuxottica est ainsi créé avec Leonardo Del Vecchio comme PDG et Hubert Sagnieres comme Vice-PDG.
Des mars 2019 des tensions éclatent entre les 2 PDG et leurs camps sur des sujets de respect de gouvernance ce qui n’empêche pas la société de continuer à se développer et réaliser l’acquisition du groupe Grand Vision en Europe.
Au terme d’une première période de 3 ans, un nouveau conseil d’administration  est mis en place comme le prévoyaient les accords du merge. Bpifrance  monte au capital du groupe à un peu moins de 5 % afin d’assurer un ancrage français à la nouvelle entité. Un administrateur référent indépendant est nommé après le décès de Leonardo Del  Vecchio en 2021.
Le groupe a continué sa croissance et réalisé[Quand ?] plus de 28 milliards de chiffre d’affaires, pour une valorisation de plus de 80 milliards d’euros.

#### Actionnariat salarié
Hubert Sagnières a développé l'actionnariat salarié chez Essilor, le faisant progresser de 21 % en 2016 à plus de 85 % des salariés de l'entreprise dans le monde en 2019. Il a la conviction  qu’un actionnariat salarié fort  et accessible à toutes les catégories socio-professionnelles est une garantie de bonne gouvernance. Essilor est l'une des trois grandes entreprises françaises dans lesquelles l'actionnariat salarié est le plus répandu, ce qui a été cité en exemple plusieurs fois par le Président de la République Emmanuel Macron. La participation de tous les salariés au capital de leur entreprise est l’un des combats majeur d’Hubert Sagnières qui pense que le fruit du capital doit être réparti entre actionnaires financiers et actionnaires salariés.

#### Rémunération
En 2017, Hubert Sagnières a perçu 2,14 millions d'euros pour ses fonctions de PDG d'Essilor (éléments fixes et variables), ainsi que 50 000 actions de performance d'une valeur comptable de 2,7 millions d'euros.

### Distinction
- Chevalier de la Légion d’honneur (2012)

### EssilorLuxottica
Le 1er octobre 2018, dans le cadre de la fusion entre Essilor et Luxottica, Hubert Sagnières prend la fonction d'executive vice-chairman d'Essilor Luxottica et reste président d’Essilor.
Hubert Sagnières voit ce rapprochement comme un moyen de développer le marché de l'optique « qui est actuellement confronté à deux grands défis : la sensibilisation et l'accessibilité. Il y a un manque de sensibilisation lorsqu'il s'agit de mauvaise vision. Ensuite, il n'y a pas assez de magasins ou de points d'accès où les gens peuvent aller faire vérifier leurs yeux ou acheter des lunettes, des lentilles de contact et des lunettes de soleil ».

## Mandats

### Mandats en cours hors du groupe Essilor
- Membre du comité consultatif international de la China Europe International Business School (CEIBS) ;
- Docteur honoris causa en sciences humaines de l’université d’optométrie Suny, à New-York.